# Graziano Mancinelli
Graziano Mancinelli (n. 18 februarie 1937, Milano, Regatul Italiei – d. 8 decembrie 1992, Concesio, Lombardia, Italia) a fost un sportiv ce a reprezentat Italia, medaliat olimpic. A participat la 5 ediții ale Jocurilor Olimpice (1964, 1968, 1972, 1976, 1984) în care a câștigat o medalie de aur și două medalii de bronz.